# Peter De Clercq
Peter De Clercq (Oudenaarde, 2 juli 1966) is een Belgisch voormalig wielrenner, beroeps van 1988 tot 1996.

## Overwinningen
1988
- Aartrijke
- Temse
- GP Beeckman-De Caluwé (Ninove)
- Bergklassement Ronde van Zwitserland

1989
- 1e etappe Ronde van de Middellandse Zee
- 7e etappe Dauphiné Libéré
- 1e etappe Ronde van de Europese Gemeenschap
- Heusden-Zolder

1990
- St-Elooisprijs (Ruddervoorde)

1991
- GP Stad Zottegem - Dr. Tistaertprijs
- 1e etappe Tour d'Armorique
- 4e etappe Ronde van Aragon

1992
- 1e etappe Tour d'Armorique
- Eindklassement Tour d'Armorique
- Grote Prijs van Plumelec
- 5e etappe Ronde van Galicië
- 20e etappe Ronde van Frankrijk
- GP Lucien Van Impe

1993
- Deinze
- 4e etappe Kellogg's Tour of Britain

1994
- Grote Prijs van Plumelec
- Deinze
- Nokere Koerse
- 3e etappe Tour d'Armorique
- 1e etappe deel B Route du Sud
- La Louvière

1995
- GP van Rennes

1996
- Zwevezele

## Resultaten in voornaamste wedstrijden
| Jaar | Ronde van Italië | Ronde van Frankrijk | Ronde van Spanje |
| ---- | ---------------- | ------------------- | ---------------- |
| 1988 |                  |                     |                  |
| 1989 |                  |                     |                  |
| 1990 |                  | 137e                |                  |
| 1991 |                  | 137e                |                  |
| 1992 |                  | 123e (1)            |                  |
| 1993 |                  | 132e                |                  |
| 1994 |                  | 82e                 |                  |
| 1995 |                  | buiten tijd         |                  |

| Jaar | Milaan-San Remo | Gent-Wevelgem | Ronde van Vlaanderen | Parijs-Roubaix | Amstel Gold Race | Parijs-Brussel | Rund um den Henninger-Turm |
| ---- | --------------- | ------------- | -------------------- | -------------- | ---------------- | -------------- | -------------------------- |
| 1988 |                 |               | 43e                  | 45e            | 87e              | 28e            |                            |
| 1989 |                 |               |                      |                | 94e              | 11e            |                            |
| 1990 |                 |               | 37e                  |                | 74e              | 22e            | 7e                         |
| 1991 | 60e             | 163e          | 33e                  | 13e            | 36e              |                | 21e                        |
| 1992 | 103e            | 99e           | 42e                  | 62e            |                  |                |                            |
| 1993 |                 | 47e           |                      | 47e            |                  | 29e            |                            |
| 1994 | 164e            | 87e           | 98e                  | 30e            |                  |                |                            |
| 1995 |                 |               |                      |                |                  | 97e            |                            |